# Connor Paolo
Connor Paolo (ur. 11 lipca 1990 w Nowym Jorku) – amerykański aktor filmowy, telewizyjny i teatralny. Wystąpił jako Eric van der Woodsen w serialu Plotkara (2007–2012).

## Filmografia

### Filmy
- 2003: Rzeka tajemnic jako młody Sean Devine
- 2004: Aleksander jako młody Aleksander
- 2006: World Trade Center jako Steven McLoughlin
- 2007: Śnieżne anioły jako Warren Hardesky

### Seriale TV
- 2002: Prawo i porządek: sekcja specjalna jako Zachary Connor
- 2004: Tylko jedno życie jako Travis O’Connell
- 2006: Prawo i porządek: sekcja specjalna jako Teddy Winnock
- 2007–2012: Plotkara jako Eric van der Woodsen
- 2010: Szpital Miłosierdzia jako Everett Cone
- 2011–2013: Zemsta (Revenge) jako Declan Porter
- 2016: Rush Hour jako Henry
- 2017: The Brave jako Nate
- 2020: Rezydenci jako Isaac

### Gry wideo
- 2006: Bully jako (głos)

### Teledyski
| Rok  | Tytuł         | Wykonawca           |
| ---- | ------------- | ------------------- |
| 2012 | „My Medicine” | The Pretty Reckless |